# Metalectra incivilis
Metalectra incivilis är en fjärilsart som beskrevs av Walker 1865. Metalectra incivilis ingår i släktet Metalectra och familjen nattflyn. Inga underarter finns listade i Catalogue of Life.